# Verwaltungsgliederung der Oblast Woronesch
Die Oblast Woronesch im Föderationskreis Zentralrussland der Russischen Föderation gliedert sich in 31 Rajons (russische Verwaltungseinheiten) und 3 Stadtkreise. Den Rajons sind insgesamt 29 Stadt- und 471 Landgemeinden unterstellt (Stand: 2010).

## Stadtkreise
| [ 1 ] | Stadtkreis    | Einwohner | Fläche (km²) | Bevölkerungs- dichte (Ew./km²) | Stadt- bevölkerung | Land- bevölkerung | Weitere Orte                              | Anzahl städtischer Siedlungen | Anzahl ländlicher Siedlungen |
| ----- | ------------- | --------- | ------------ | ------------------------------ | ------------------ | ----------------- | ----------------------------------------- | ----------------------------- | ---------------------------- |
| I     | Borissoglebsk | 75.279    | 1320         | 57                             | 63.731             | 11.548            |                                           | 1                             | 24                           |
| III   | Nowoworonesch | 34.780    | 46           | 754                            | 34.780             | –                 |                                           | 1                             | –                            |
| II    | Woronesch     | 928.505   | 590          | 1573                           | 890.700            | 37.805            | Krasnolesny, Pridonskoi, Schilowo, Somowo | 5                             | ?                            |

## Rajons
| [ 1 ] | Rajon            | Einwohner | Fläche (km²) | Bevölkerungs- dichte (Ew./km²) | Stadt- bevölkerung | Land- bevölkerung | Verwaltungssitz  | Weitere Orte                     | Anzahl Stadt- gemeinden | Anzahl Land- gemeinden |
| ----- | ---------------- | --------- | ------------ | ------------------------------ | ------------------ | ----------------- | ---------------- | -------------------------------- | ----------------------- | ---------------------- |
| 1     | Anna             | 47.290    | 2090         | 23                             | 19.186             | 28.104            | Anna             |                                  | 1                       | 22                     |
| 2     | Bobrow           | 50.242    | 2270         | 22                             | 19.841             | 30.401            | Bobrow           |                                  | 1                       | 18                     |
| 3     | Bogutschar       | 38.400    | 2170         | 18                             | 13.190             | 25.210            | Bogutschar       |                                  | 1                       | 13                     |
| 4     | Buturlinowka     | 48.656    | 1810         | 27                             | 29.037             | 19.619            | Buturlinowka     | Nischni Kisljai                  | 2                       | 14                     |
| 30    | Chocholski       | 30.492    | 1470         | 21                             | 7.829              | 22.663            | Chocholski       |                                  | 1                       | 15                     |
| 31    | Ertil            | 27.744    | 1458         | 19                             | 11.607             | 16.137            | Ertil            |                                  | 1                       | 13                     |
| 8     | Gribanowski      | 34.918    | 2090         | 17                             | 16.506             | 18.412            | Gribanowski      |                                  | 1                       | 16                     |
| 9     | Kalatsch         | 56.305    | 2132         | 26                             | 20.377             | 35.928            | Kalatsch         |                                  | 1                       | 16                     |
| 10    | Kamenka          | 20.019    | 1030         | 19                             | 9.005              | 11.014            | Kamenka          |                                  | 1                       | 10                     |
| 11    | Kantemirowka     | 39.357    | 2330         | 17                             | 12.633             | 26.724            | Kantemirowka     |                                  | 1                       | 15                     |
| 12    | Kaschirskoje     | 25.781    | 1090         | 24                             | –                  | 25.781            | Kaschirskoje     |                                  | –                       | 14                     |
| 13    | Liski            | 99.880    | 1950         | 51                             | 60.243             | 39.637            | Liski            | Dawydowka                        | 2                       | 21                     |
| 14    | Nischnedewizk    | 21.438    | 1240         | 17                             | –                  | 21.438            | Nischnedewizk    |                                  | –                       | 15                     |
| 15    | Nowaja Usman     | 64.683    | 1320         | 49                             | –                  | 64.683            | Nowaja Usman     |                                  | –                       | 16                     |
| 16    | Nowochopjorsk    | 39.409    | 2340         | 17                             | 17.501             | 21.908            | Nowochopjorsk    | Jelan-Kolenowski, Nowochopjorski | 3                       | 19                     |
| 17    | Olchowatka       | 24.646    | 1030         | 24                             | 3.967              | 20.679            | Olchowatka       |                                  | 1                       | 12                     |
| 18    | Ostrogoschsk     | 57.954    | 1730         | 33                             | 31.564             | 26.390            | Ostrogoschsk     |                                  | 1                       | 19                     |
| 20    | Panino           | 27.841    | 1390         | 20                             | 9.312              | 18.529            | Panino           | Pereleschinski                   | 2                       | 14                     |
| 19    | Pawlowsk         | 57.010    | 1900         | 30                             | 25.435             | 31.575            | Pawlowsk         |                                  | 1                       | 14                     |
| 21    | Petropawlowka    | 21.082    | 1680         | 13                             | –                  | 21.082            | Petropawlowka    |                                  | –                       | 11                     |
| 23    | Podgorenski      | 26.992    | 1580         | 17                             | 6.018              | 20.974            | Podgorenski      |                                  | 1                       | 15                     |
| 22    | Poworino         | 33.805    | 1090         | 31                             | 17.541             | 16.264            | Poworino         |                                  | 1                       | 8                      |
| 24    | Ramon            | 28.221    | 1286         | 22                             | 7.441              | 20.780            | Ramon            |                                  | 1                       | 15                     |
| 25    | Repjowka         | 16.455    | 940          | 18                             | –                  | 16.455            | Repjowka         |                                  | –                       | 11                     |
| 26    | Rossosch         | 92.226    | 2400         | 38                             | 61.480             | 30.746            | Rossosch         |                                  | 1                       | 17                     |
| 27    | Semiluki         | 62.362    | 1582         | 39                             | 35.464             | 26.898            | Semiluki         | Latnaja, Streliza                | 3                       | 20                     |
| 28    | Talowaja         | 43.152    | 1870         | 23                             | 12.716             | 30.436            | Talowaja         |                                  | 1                       | 23                     |
| 29    | Ternowka         | 23.030    | 1310         | 18                             | –                  | 23.030            | Ternowka         |                                  | –                       | 15                     |
| 5     | Werchni Mamon    | 20.611    | 1350         | 15                             | –                  | 20.611            | Werchni Mamon    |                                  | –                       | 12                     |
| 6     | Werchnjaja Chawa | 24.463    | 1230         | 20                             | –                  | 24.463            | Werchnjaja Chawa |                                  | –                       | 17                     |
| 7     | Worobjowka       | 18.600    | 1180         | 16                             | –                  | 18.600            | Worobjowka       |                                  | –                       | 11                     |

Anmerkungen:
1. 1 2  Nummer des Rajons/Stadtkreises (in alphabetischer Reihenfolge der Namen im Russischen)
2. 1 2  Einwohnerzahlen vom 1. Januar 2010 (Berechnung)
3. ↑  Siedlungen städtischen Typs
4. ↑  Siedlungen städtischen Typs bzw. Stadtgemeinden